# Steve Martin

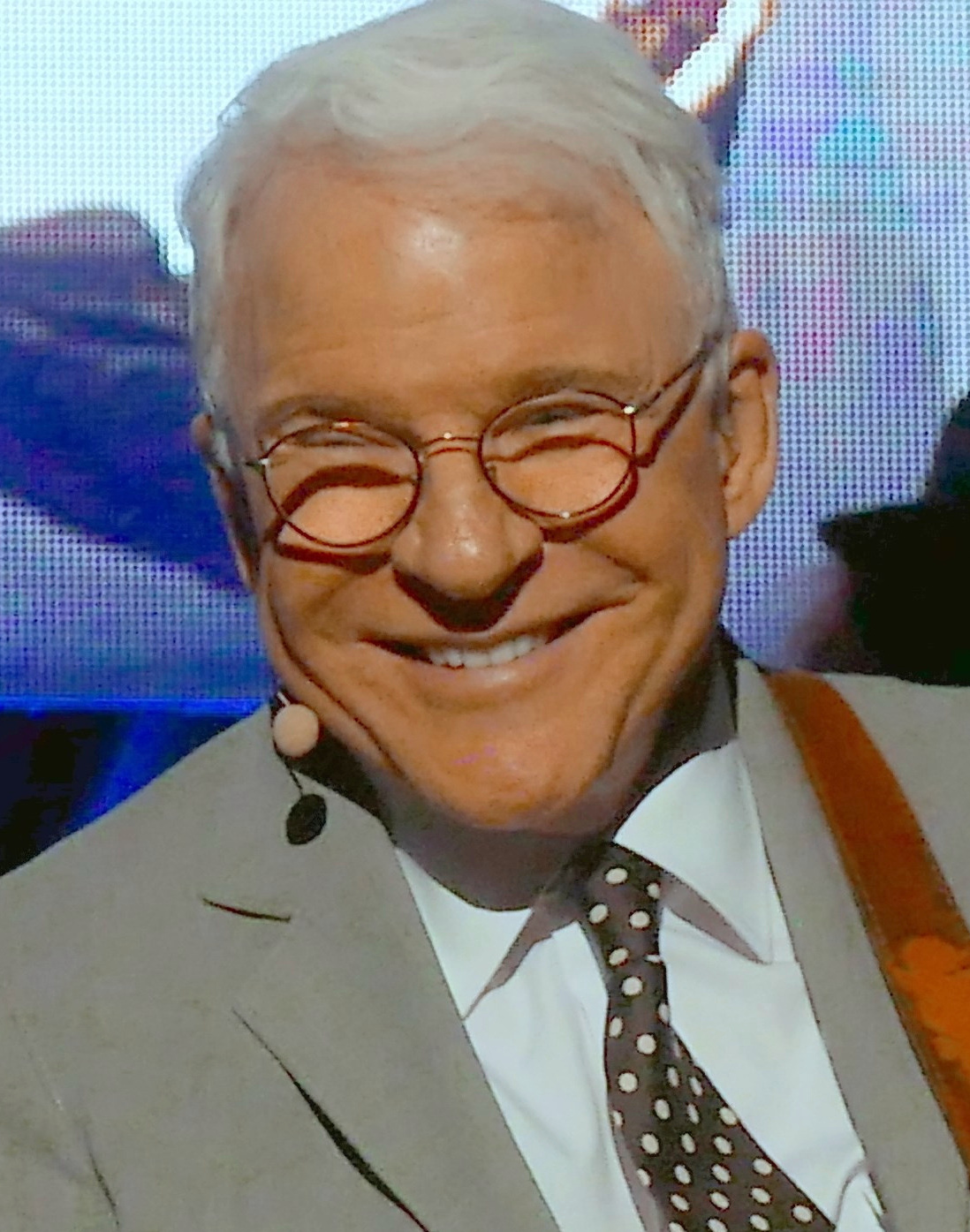
Steve Martin (2017)

Stephen Glenn „Steve“ Martin [ˌstiːvˈmɑɹtn̩] (* 14. August 1945 in Waco, Texas) ist ein US-amerikanischer Komiker, Schriftsteller, Musiker, Produzent und Schauspieler. 2014 wurde ihm der Ehrenoscar verliehen.

## Leben
Martin stammt aus einer Familie von Baptisten. Nach dem Abschluss der Garden Grove High School im Jahr 1963 studierte er an der California State University einige Semester Philosophie und Theaterwissenschaften. Nebenbei arbeitete er im „Magic Shop“ von Disneyland, wo er seine Fähigkeiten im Jonglieren, Zaubern, Banjospielen und Ballontiere-Formen entwickelte. Ende der 1960er Jahre schrieb er sein erstes Bühnenprogramm, mit dem er durch zahlreiche kleinere Clubs in Los Angeles tourte.
Martin machte sich in der Branche schnell einen Namen. Bereits 1969 gewann er als Autor der Smothers Brothers Comedy Hour einen Emmy. 1971 war er festes Ensemblemitglied der Sonny & Cher Show. Mit zahlreichen Auftritten in der Tonight Show mit Johnny Carson wurde er einem breiten Publikum bekannt. Dass er in dem Bruce-Lee-Film Todesgrüße aus Shanghai sein Leinwanddebüt gegeben haben soll, ist eine verbreitete Legende. Tatsächlich sieht ihm ein Polizist in diesem Film nur sehr ähnlich.
1976 moderierte er erstmals die erfolgreiche Comedy-Sendung Saturday Night Live, für die er in den folgenden zehn Jahren u. a. mit Dan Aykroyd, John Belushi, Chevy Chase, Eddie Murphy, Bill Murray und Martin Short vor der Kamera stand.

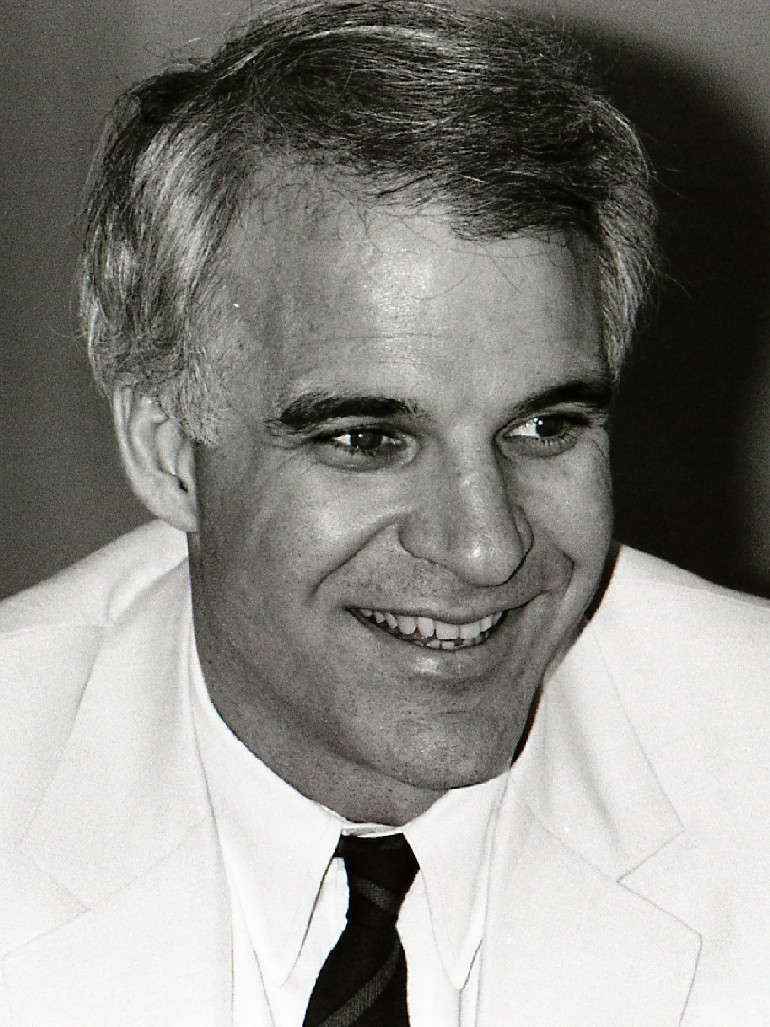
Martin bei der Präsentation von Tote tragen keine Karos (1982)

In dem Film Reichtum ist keine Schande, zu dem er auch das Drehbuch schrieb, spielte Martin 1979 seine erste Hauptrolle. In den 1980er Jahren war Martin u. a. in der Film-noir-Parodie Tote tragen keine Karos, den jeweils Golden-Globe-nominierten Komödien Solo für zwei und Roxanne sowie im Oscar-nominierten Horror-Musical Der kleine Horrorladen zu sehen. Mit diesen Filmen wurde er auch in Europa bekannt.
1991 wirkte er in L.A. Story und Vater der Braut, einem Remake des Spencer-Tracy-Klassikers, mit. Das Drama Grand Canyon – Im Herzen der Stadt, in dem er neben Kevin Kline und Danny Glover die Hauptrolle spielte, gewann auf der Berlinale den Goldenen Bären. Viel Beachtung fand seine Darstellung in dem Thriller Die unsichtbare Falle, in dem er in einer seiner wenigen ernsthaften Rollen zu sehen ist. Für Housesitter – Lügen haben schöne Beine und Schlaflos in New York stand Martin 1992 und 1999 gemeinsam mit Goldie Hawn vor der Kamera.
2001 und 2003 moderierte er die Oscarverleihung und wurde dafür für mehrere Emmys nominiert. Auch als Autor ist Martin nach wie vor aktiv. Das Theaterstück Picasso at the Lapin Agile wurde 1993 in Chicago uraufgeführt und verfilmt. Seine Bücher, die Kurzgeschichtensammlung Pure Drivel und der Roman Shopgirl (2005 verfilmt), waren Ende der 1990er ebenfalls sehr erfolgreich. 2003 spielte er die Rolle als Vater von zwölf Kindern in Im Dutzend billiger. 2005 übernahm Steve Martin in einer Neuverfilmung von Der rosarote Panther die Rolle des Inspektor Clouseau und spielte erneut den Vater in Im Dutzend billiger 2.
2009 war er mit Der rosarote Panther 2 erneut in der Rolle des Clouseau zu sehen, zudem an der Seite von Meryl Streep und Alec Baldwin in der Liebeskomödie Wenn Liebe so einfach wäre von Nancy Meyers. Im selben Jahr erhielt Martin für seinen Gastauftritt als Gavin Volure in der gleichnamigen Episode der Serie 30 Rock seine fünfte Emmy-Nominierung.
Von 1986 bis 1994 war er mit der Schauspielerin Victoria Tennant verheiratet. Am 28. Juli 2007 heiratete er die Journalistin Anne Stringfield, mit der er seit Dezember 2012 eine Tochter hat.

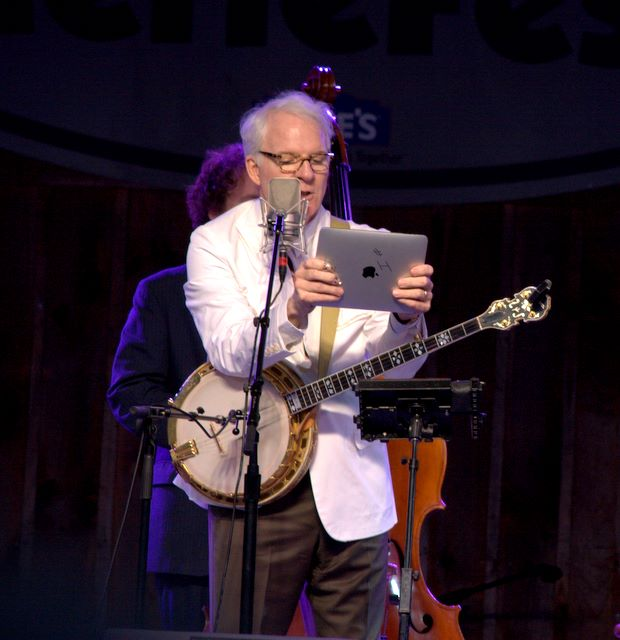
Steve Martin (2010)

Martin wurde 2005 mit dem Mark-Twain-Preis für amerikanischen Humor und 2007 mit dem Kennedy-Preis ausgezeichnet.
2010 erhielt er den Grammy in der Kategorie Bestes Bluegrass-Album für The Crow / New Songs for the Five-String Banjo. Im selben Jahr wurde er in die American Academy of Arts and Sciences gewählt.
Am 7. März 2010 führte Martin zusammen mit Alec Baldwin im Kodak Theatre noch einmal durch die Oscarverleihung. 2014 erhielt er den Ehrenoscar für sein Lebenswerk.
Das American Film Institute (AFI) ehrte ihn am 4. Juni 2015 in Los Angeles mit dem AFI Life Achievement Award für sein Lebenswerk.

## Filmografie (Auswahl)
- 1970: The Ray Stevens Show
- 1971: The Sonny & Cher Comedy Hour
- 1975: The Smothers Brothers Show
- 1976: Johnny Cash And Friends
- 1976: Saturday Night Live
- 1977: Ein Kellner wie der Gast ihn liebt (The Absent-Minded Waiter) (Kurzfilm)
- 1977: The Muppet Show (Episode 2.14)
- 1978: Sgt. Pepper’s Lonely Hearts Club Band
- 1979: Reichtum ist keine Schande (The Jerk)
- 1979: Muppet Movie
- 1981: Tanz in den Wolken (Pennies from Heaven)
- 1982: Tote tragen keine Karos (Dead Men Don’t Wear Plaid)
- 1983: Der Mann mit zwei Gehirnen (The Man with Two Brains)
- 1984: Solo für 2 (All of Me)
- 1984: Ein Single kommt selten allein (The Lonely Guy)
- 1986: Der kleine Horrorladen (Little Shop of Horrors)
- 1986: Drei Amigos! (¡Three Amigos!)
- 1987: Die Tracey Ullman Show
- 1987: Roxanne
- 1987: Ein Ticket für Zwei (Planes, Trains & Automobiles)
- 1988: Zwei hinreißend verdorbene Schurken (Dirty Rotten Scoundrels)
- 1989: Eine Wahnsinnsfamilie (Parenthood)
- 1990: Das Schlitzohr von der Mafia (My Blue Heaven)
- 1991: Grand Canyon – Im Herzen der Stadt
- 1991: Vater der Braut (Father of the Bride)
- 1991: L.A. Story
- 1992: Housesitter – Lügen haben schöne Beine (House Sitter)
- 1992: Der Schein-Heilige (Leap of Faith)
- 1993: … und das Leben geht weiter (And the Band Played On)
- 1994: Der Zufalls-Dad (A Simple Twist of Fate)
- 1994: Lifesavers – Die Lebensretter (Mixed Nuts)
- 1995: Ein Geschenk des Himmels – Vater der Braut 2 (Father of the Bride Part II)
- 1996: Immer Ärger mit Sergeant Bilko (Sgt. Bilko)
- 1997: Die unsichtbare Falle (The Spanish Prisoner)
- 1998: Der Prinz von Ägypten (The Prince of Egypt) – Stimme
- 1999: Bowfingers große Nummer (Bowfinger)
- 1999: Schlaflos in New York (The Out-of-Towners)
- 1999: Fantasia 2000 – Sprecher
- 2001: Novocaine – Zahn um Zahn (Novocaine)
- 2003: Haus über Kopf (Bringing Down the House)
- 2003: Looney Tunes: Back in Action
- 2003: Im Dutzend billiger (Cheaper by the Dozen)
- 2005: Shopgirl
- 2005: Im Dutzend billiger 2 – Zwei Väter drehen durch (Cheaper by the Dozen 2)
- 2006: Der rosarote Panther (The Pink Panther)
- 2008: Baby Mama
- 2008: 30 Rock (Episode 3.04)
- 2009: Der rosarote Panther 2 (The Pink Panther deux)
- 2009: Wenn Liebe so einfach wäre (It’s Complicated)
- 2011: Ein Jahr vogelfrei! (The Big Year)
- 2015: Home – Ein smektakulärer Trip (Stimme)
- 2015: Alle Jahre wieder – Weihnachten mit den Coopers (Love the Coopers)
- 2016: Die irre Heldentour des Billy Lynn (Billy Lynn’s Long Halftime Walk)
- 2020: Father of the Bride Part 3 (ish) (Kurzfilm)
- seit 2021: Only Murders in the Building (Fernsehserie)

## Diskografie

### Studioalben
| Jahr | Titel                                      | Höchstplatzierung, Gesamtwochen, AuszeichnungChartsChartplatzierungen (Jahr, Titel, Platzierungen, Wochen, Auszeichnungen, Anmerkungen) | Anmerkungen                                                 |
| Jahr | Titel                                      | US | Anmerkungen                                                 |
| ---- | ------------------------------------------ | --- | ----------------------------------------------------------- |
| 1977 | Let’s Get Small                            | US10 Platin · (68 Wo.)US | Erstveröffentlichung: November 1977                         |
| 1978 | A Wild and Crazy Guy                       | US2 ×2Doppelplatin · (26 Wo.)US | Erstveröffentlichung: November 1978                         |
| 1979 | Comedy Is Not Pretty!                      | US25 Gold · (22 Wo.)US | Erstveröffentlichung: Oktober 1979                          |
| 1981 | The Steve Martin Brothers                  | US135 (4 Wo.)US | Erstveröffentlichung: November 1981                         |
| 2009 | The Crow: New Songs for the 5-String Banjo | US93 (8 Wo.)US | Erstveröffentlichung: Januar 2009                           |
| 2011 | Rare Bird Alert                            | US43 (6 Wo.)US | Erstveröffentlichung: März 2011 mit Steep Canyon Rangers    |
| 2013 | Love Has Come for You                      | US21 (12 Wo.)US | Erstveröffentlichung: April 2013 mit Edie Brickell          |
| 2015 | So Familiar                                | US126 (1 Wo.)US | Erstveröffentlichung: Oktober 2015 mit Edie Brickell        |
| 2017 | The Long-Awaited Album                     | US189 (1 Wo.)US | Erstveröffentlichung: Oktober 2017 mit Steep Canyon Rangers |

Weitere Veröffentlichungen
- 2007: Born Standing Up
- 2014: Live (mit Edie Brickell & Steep Canyon Rangers)

### Singles
| Jahr | Titel Album                        | Höchstplatzierung, Gesamtwochen, AuszeichnungChartsChartplatzierungen (Jahr, Titel, Album, Platzierungen, Wochen, Auszeichnungen, Anmerkungen) | Anmerkungen                         |
| Jahr | Titel Album                        | US | Anmerkungen                         |
| ---- | ---------------------------------- | --- | ----------------------------------- |
| 1977 | Grandmother’s Song Let’s Get Small | US72 (3 Wo.)US | Erstveröffentlichung: November 1977 |
| 1978 | King Tut A Wild and Crazy Guy      | US17 Gold · (15 Wo.)US | Erstveröffentlichung: April 1978    |
| 1979 | Cruel Shoes Comedy Is Not Pretty!  | US91 (4 Wo.)US | Erstveröffentlichung: November 1979 |

## Literarische Veröffentlichungen
- Cruel shoes. G. P. Putnam’s Sons, New York 1979, ISBN 978-0-399-12304-7. (Kurzgeschichten)
- Picasso at the lapin agile and other plays. Grove Press, New York 1997, ISBN 978-0-8021-3523-0. (Theaterstücke)
- Sehr erfreut, meine Bekanntschaft zu machen. Manhattan 2004, ISBN 3-442-54574-9. (mit Detlev Ullrich)
- Shopgirl. Hyperion, New York 2001, ISBN 978-0-7868-8568-8. (Erzählung)
- Blanker Unsinn. Goldmann, München 2002, ISBN 978-3-442-45152-4. (Kurzgeschichten)

## Deutsche Synchronstimmen
Martin wurde im Laufe seiner Karriere von mehreren Synchronsprechern synchronisiert; meistens wurde Norbert Gescher (Der kleine Horrorladen, Ein Ticket für Zwei, Im Dutzend billiger) eingesetzt. Ein anderer, häufig eingesetzter Synchronsprecher war Eckart Dux (My Blue Heaven, Vater der Braut); Dux las 2001 das Hörbuch zu Blanker Unsinn von Martin ein. Zum Einsatz kamen auch unter anderem Hans-Werner Bussinger, Frank-Otto Schenk oder Randolf Kronberg.